# Туаз
Туаз (фр. toise — сажень) — давньофранцузька міра довжини, використовувалась до введення метричної системи. Існувало багато місцевих варіацій цієї одиниці. Тут використовується Паризький варіант.
Узаконена довжина туазу була виготовлена в 1735 році механіком Ланглуа із заліза. Цією одиницею користувались Кондамін, Бугер, Мопертюі і Клеро при градусних вимірюваннях в Лапландії і Перу; звідси походять назви «Toise du Pérou», «Toise du Nord».
1 Туаз = 1,949 м.
1 Туаз = 6 п'є = 72 пуса = 864 ліня.